# Сцени з подружнього життя
«Сцени з подружнього життя» (швед. Scener ur ett äktenskap) — шведський художній фільм режисера Інгмара Бергмана за його ж сценарієм. Початково в 1973 році кінострічка була створена як телевізійний серіал тривалістю 299 хвилин, потім у 1974 році в кінотеатрах демонструвався фільм тривалістю 167 хвилин. Продовженням є фільм з 2003 року «Сарабанда».

## Синопсис
Фільм складається з шести частин, які демонстрували на телебаченні з 18 квітня до 11 листопада 1973 року. Кожна з серій описує фрагмент із двадцяти років подружнього життя адвоката з розлучень Маріанни (Лів Ульман) і доцента Югана (Ерланд Юсефсон).

## Ролі виконують
- Лів Ульман — Маріанна
- Ерланд Юсефсон — Юхан
- Ян Мальмхе[sv] — Петер
- Бібі Андерсон —  Катерина
- Барбро Юрт аф Урнес — фру Якобі
- Гуннель Ліндблум — Єва

## Навколо фільму
- Режисер Бергман був вражений реакцією глядачів, яку породив серіал. Йому довелося змінити номер телефону, щоб уникнути постійного шквалу прохань і порад від подружніх пар.
- Акторам запропонували вибрати між отриманням зарплати за роль або процентну частку від прибутку серіалу. Лів Ульман вибрала зарплату, оскільки попередній фільм «Шепіт і крик» (1972) Бергмана був фінансовим провалом. Однак фільм «Сцени з подружнього життя» виявився настільки фінансово успішним, що вона пізніше говорила, що це було одне, про що вона шкодувала у своєму житті.

## Нагороди
- 1974 Премія «Золотий глобус» Голлівудської асоціації іноземної преси:
  - за найкращий фільм іноземною мовою
- 1974 Премія Національної спілки кінокритиків США:  
  - за найкращий фільм[en]
  - за найкращий сценарій [en] — Інгмар Бергман
  - найкращій акторці[en] — Лів Ульман
  - за найкращу жіночу роль другого плану[en] — Бібі Андерсон
- 1975 Премія Давида ді Донателло[2]:
  - найкращій іноземній акторці — Лів Ульман